# قلمرو کیشو
قلمرو کیشو (به ژاپنی: 紀州藩 Kishū Domain)، قلمرو واکایاما یکی از قلمروهای فئودالی در دوره ادو بود. این قلمرو بخشی از ولایت کی بود. امروزه این قلمرو بخشی از استان واکایاما و بخش جنوبی استان میه را دربرگرفته است. در سال ۱۸۵۸ پس از مرگ شوگون سیزدهم که فرزندی نداشت توکوگاوا ایه‌موچی پسر ارباب قلمروی کیشو از یکی شعبه خاندان توکوگاوا به عنوان شوگون چهاردهم منصوب شد.